# Stevie Chalmers
Thomas Stephen Chalmers (26 de diciembre de 1935 - 29 de abril de 2019) fue un futbolista escocés que jugó como delantero y pasó la mayor parte de su carrera en el Celtic. Es el quinto máximo goleador del club con 236 goles y es considerado uno de sus mejores jugadores. Es particularmente conocido por marcar el gol de la victoria en la final de la Copa de Europa de 1967 contra el Inter de Milán. Chalmers más tarde jugó para Morton y Partick Thistle. También representó a Escocia cinco veces en partidos internacionales.

## Primeros años
Chalmers nació el 26 de diciembre de 1935 en el distrito de Garngad de Glasgow, donde asistió a la escuela secundaria de St Roch. Más tarde, la familia se mudó a la cercana Balornock. Su padre, David, jugó en el Clydebank.

## Carrera
Dejando la escuela a la edad de 14 años, fichó por Kirkintilloch Rob Roy en 1953. Posteriormente se unió a la Real Fuerza Aérea británica y durante su tiempo haciendo el servicio nacional en la RAF Stradishall en 1955 jugó para Newmarket Town. Luego regresó a Escocia, firmó con el equipo de grado Junior Ashfield, y representó a Escocia en ese nivel en 1959. Poco después fichó por el Celtic, haciendo su debut en la liga en marzo de 1959 contra Airdrie.
Pasó 12 temporadas completas con el Celtic, ayudando al club a conseguir seis títulos de liga, tres Copas de Escocia y cuatro Copas de la Liga, además de formar parte del equipo de los Leones de Lisboa que ganó la Copa de Europa de 1967. Marcó el gol de la victoria en el minuto 85 de la final.
Su participación se volvió limitada después de que se rompió una pierna en la final de la Copa de la Liga de Escocia de 1969, y se perdió el resto de esa temporada, incluida la final de la Copa de Europa de 1970. Su total de 236 goles es el quinto más alto en la historia del club, y es recordado como uno de los mejores jugadores en la historia del Celtic.
Después de dejar Celtic Park en septiembre de 1971 a la edad de 35 años, Chalmers continuó apareciendo en el nivel superior de Escocia, con juegos en Morton y Partick Thistle antes de retirarse en 1975. Hizo un regreso muy breve con el club juvenil St Roch's durante la temporada 1975-76.
Fue incluido en el Salón de la Fama del Fútbol Escocés en 2016.

### Selección nacional
Chalmers jugó cinco partidos con Escocia entre 1964 y 1966, anotando tres goles. También fue seleccionado cuatro veces para la Scottish Football League XI.

## Vida personal
El padre de Chalmers, David, jugó para el Clydebank en la década de 1920, y su hijo Paul también jugó profesionalmente en varios clubes después de comenzar su carrera en el Celtic en la década de 1980. Chalmers y su esposa Sadie tuvieron seis hijos.
En 1955 le diagnosticaron meningitis tuberculosa y le dieron solo unas semanas de vida antes de ser tratado con éxito.
En mayo de 2017 se informó que Chalmers, de 81 años, sufría de demencia y no pudo asistir a los eventos del 50 aniversario de los Leones de Lisboa. Chalmers murió el 29 de abril de 2019, a los 83 años.

## Estadísticas

### Club
| Rendimiento del club | Rendimiento del club | Liga | Liga | Copa | Copa | Copa de la liga | Copa de la liga | Continental | Continental | Total | Total |
| Club                 | Club                 | PJ   | G    | PJ   | G    | PJ              | G               | PJ          | G           | PJ    | G     |
| -------------------- | -------------------- | ---- | ---- | ---- | ---- | --------------- | --------------- | ----------- | ----------- | ----- | ----- |
| Dumbarton            | Dumbarton            | 1    | 0    |      |      |                 |                 | 0           | 0           | 1+    | 0+    |
| Céltic               | Céltic               | 263  | 155  | 47   | 29   | 60              | 31              | 38          | 13          | 408   | 228   |
| Greenock Morton      | Greenock Morton      | 32   | 8    | 0    | 0    | 4               | 3               | 0           | 0           | 36    | 11    |
| Partick Thistle      | Partick Thistle      | 44   | 6    |      |      |                 |                 |             |             | 44+   | 6+    |
| Carrera total        | Carrera total        | 340  | 169  | 47+  | 29+  | 64+             | 34+             | 38+         | 13+         | 489+  | 245+  |

### Apariciones internacionales
| Selección de Escocia | Selección de Escocia | Selección de Escocia |
| Año                  | PJ                   | G                    |
| -------------------- | -------------------- | -------------------- |
| 1964                 | 2                    | 2                    |
| 1965                 | —                    | —                    |
| 1966                 | 3                    | 1                    |
| Total                | 5                    | 3                    |

## Palmarés
Celtic
- Copa de Europa: 1966–67.
- Subcampeones de la Copa Intercontinental: 1967
- Scottish Championship (4): 1965–66, 1966–67, 1967–68, 1968–69.
- Copa de Escocia (3): 1964–65, 1966–67, 1968–69.
- Copa de la liga escocesa (4): 1966–67, 1967–68, 1968–69, 1969–70
- Copa de Glasgow (4): 1961–62, 1963–64, 1964–65, 1966–67